# Calazans
Calazans (Florianópolis, 6 de abril de 1981) é um artista plástico brasileiro, mais conhecido por suas intervenções urbanas denominadas como arte urbana ou street art. Seus trabalhos são facilmente encontrados nas ruas de Florianópolis, capital de Santa Catarina.
A figura do autor, em pessoa, é provável que poucos conheçam mas é certo que boa parte da população que circula por algumas das principais avenidas da ilha de Santa Catarina já se deparou com as intervenções urbanas de Calazans.